# 2010年亚洲残疾人运动会蒙古代表团
2010年亚洲残疾人运动会蒙古代表团派出了36名运动员参赛，其中男选手20名，女选手16名。
奖牌榜：
| 名次 | 代表团 | 金牌 | 银牌 | 铜牌 | 总数 |
| ---- | ------ | ---- | ---- | ---- | ---- |
| 24   | 蒙古   | 0    | 2    | 3    | 5    |

## 奖牌获得者

### 银牌
1. 阿吉木·蒙赫巴特：柔道 - 男子66公斤级
2. 达希策伦·干巴特：柔道 - 男子90公斤级

### 铜牌
1. 普列布·包劳尔图亚：柔道 - 女子52公斤级
2. 米亚格马尔·奥其尔呼亚格：柔道 - 男子100公斤级
3. 干图木尔·蒙赫巴特：田径 - 男子800米 - T13